# Gulstokket huesvamp
 Der er for få eller ingen kildehenvisninger i denne artikel, hvilket er et problem. Du kan hjælpe ved at angive troværdige kilder til de påstande, som fremføres i artiklen.

Gulstokket huesvamp (Mycena epipterygia) er en klokkeformet huesvamp, hvis hat bliver 1-2,5 cm bred.

## Kendetegn
Gulstokket huesvamp er gråbrun og har et tydeligt gult skær. Stokken er gulhvid, 5-10 cm høj og 1-2 mm tyk, foroven af stokket er den mere gul nedeunder er der pletter af rustfarve. 
Gulstokket huesvampen lugter ræddikeagtigt, men dens lugt er ret svag. 

## Familie
Gulstokket huesvamp er i familie med Favolaschiaceae (Favolaschiaceae) som er lidt tykkere end gulstokken. Svampen er en slimsvamp den er slimfedtet og i bunden af stokken er den fedtet slimet. 

## Voksested
Gulstokket huesvampen er en af de almindelige svampe på mager jordbund og sandbund. Den vokser på dødt ved især nåletræer, i mos, nåleskove og på heder. Den vokser ofte i store flokke i græs september til november. Gulstokket huesvamp er vidt udbredt i Norden. 

## Anvendelse
Gulstokket huesvampen er spiselig.

## Forvekslingsmuligheder
Hatten og stokken, den gule farve og de steder, den vokser, er nogle gode kendetegn mod forvekslinger.